# All Hell's Breaking Loose... Down at Little Kathy Wilson's Place
All Hell's Breaking Loose... Down at Little Kathy Wilson's Place  är en EP av rockgruppen Wolfsbane, utgiven 1990.

## Låtlista
1. "Steel" - 4:58
2. "Paint the Town Red" - 3:06
3. "Loco" - 3:20
4. "Hey Babe" - 4:41
5. "Totally Nude" - 3:19
6. "Kathy Wilson" - 3:48